# Karznica
Karznica (deutsch Wendisch Karstnitz, 1938–45 Ramnitz, kasch. Kaszëbskô Karznica, slowinz. Kãřńică) ist ein Dorf in der polnischen Woiwodschaft Pommern und gehört zur Landgemeinde Potęgowo (Pottangow) im Powiat Słupski (Kreis Stolp).

## Geographische Lage und Verkehrsanbindung
Karznica liegt in Hinterpommern, etwa 23 Kilometer östlich von Słupsk (Stolp) in einer Ebene zwischen den Flüssen Stolpe (Słupia) und Lupow (Łupawa) am Flüsschen Rambow (Rębowa), das den Ort von Süden nach Norden durchzieht und kurze Zeit später in die Lupow mündet.
In West-Ost-Richtung verläuft die polnische Landesstraße 6 (ehemalige deutsche Reichsstraße 2, heute auch Europastraße 28), die die deutsch-polnische Grenze bei Kołbaskowo (Kolbitzow) und Stettin mit Danzig und weiter Pruszcz Gdański (Praust) verbindet, durch das Dorf. Die nächste Bahnstation ist das fünf Kilometer entfernte Strzyżyno Słupskie (Stresow) an der Staatsbahnstrecke von Danzig nach Stargard.

## Ortsname
Vor 1945 gab es im Landkreis Stolp zwei Orte mit dem Namen Karstnitz. Sie lagen nur etwa acht Kilometer auseinander und waren durch den Zusatz „Deutsch“ bzw. „Wendisch“ voneinander unterschieden. Zwischen 1938 und 1945 führte Deutsch Karstnitz (heute polnisch: Karżniczka) den amtlichen Namen „Karstnitz“, während Wendisch Karstnitz (jetzt also polnisch: Karznica), in „Ramnitz“ umbenannt wurde.

## Geschichte

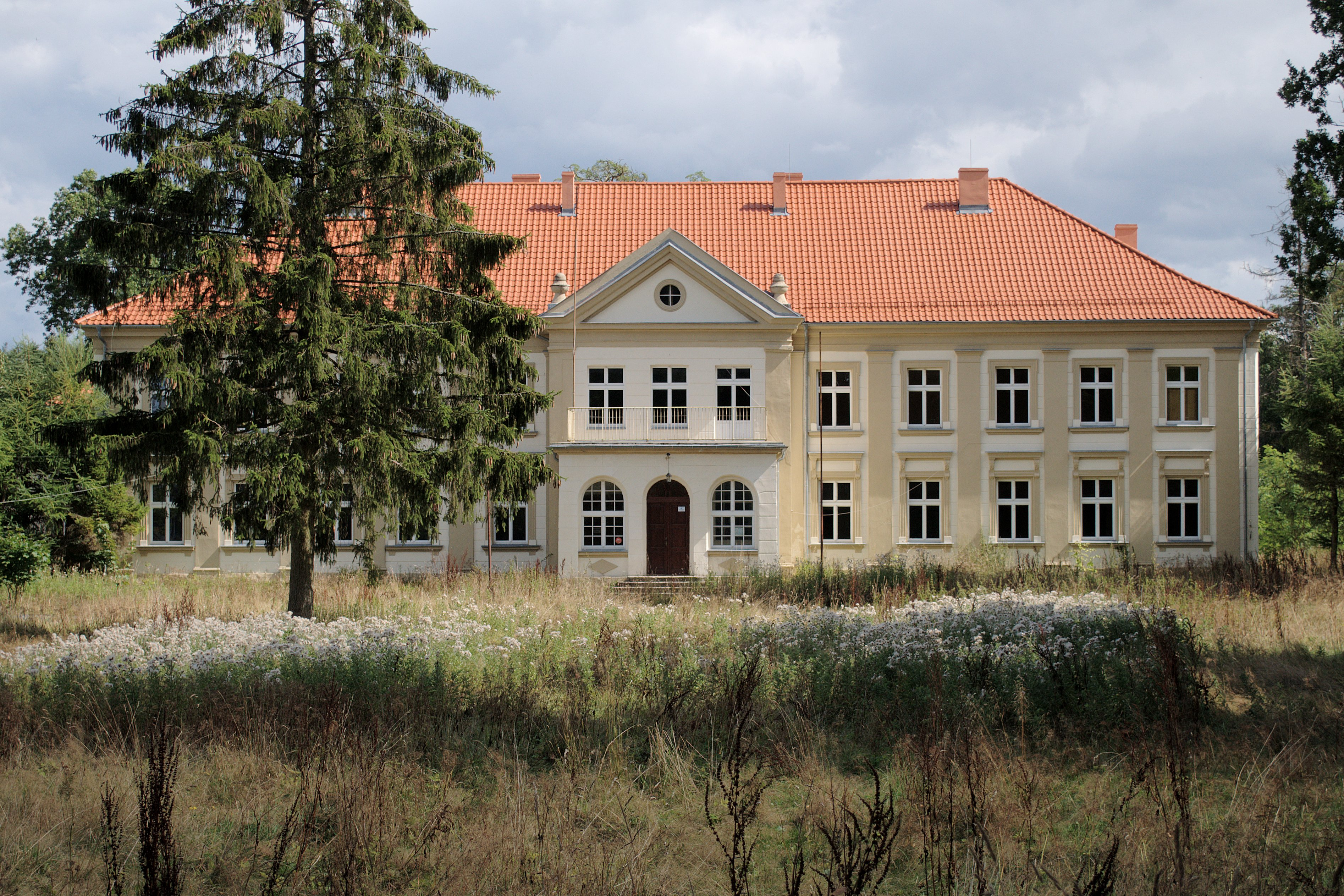
Gutshaus Wendisch Karstnitz

Der historischen Dorfform nach war Wendisch Karstnitz (früher Wendisch Carstnitz geschrieben) ein kleines Gassendorf. Im Zeitraum 1531–1724 war es im Besitz der Familie Chorken und wurde anschließend Eigentum der Familie Grumbkow. Der Staatsminister Philipp Otto von Grumbkow verkaufte Wendisch Karstnitz 1733 an Joachim Ehrenreich von Kettelhack, und von diesem ging es an die Familie  Kleist über.
Um 1784 hatte Wendisch Karstnitz ein Vorwerk, sechs Bauern, zwei Kossäten, eine Schmiede und einen Schulmeister bei insgesamt 15 Haushaltungen.
Im Jahre 1803 erwarb die Familie Krockow das Gut, von der es 1855 auf die Familie Wedel und dann auf Alexander von Livonius und dessen Sohn Artur von Livonius überging. Das 850 Hektar große Gut war vor 1945 zuletzt Eigentum der Familie Lehmann.
Im Jahre 1910 zählte Wendisch Karstnitz 294 Einwohner, im Jahre 1933 waren es 462. Und 1939 zählte der dann Ramnitz genannte Ort 425 Einwohner.
Vor 1945 gehörten zur Gemeinde Wendisch Karstnitz resp. Ramnitz die beiden Ortsteile Rambow (heute polnisch: Rębowo) und Velsow (Wieliszewo). Die Gemeinde war Sitz des gleichnamigen Amts- und Standesamtsbezirks, in den auch die Gemeinden Alt Damerow (Stara Dąbrowa), Neu Damerow (Nowa Dąbrowa) und Sochow (Żochowo) eingegliedert waren. Sie lag im Landkreis Stolp im Regierungsbezirk Köslin in der preußischen Provinz Pommern.
Gegen Ende des Zweiten Weltkriegs besetzten in den Abendstunden des 8. März 1945 sowjetische Truppen Ramnitz. Hier richteten sie einen Versorgungsstützpunkt ein. Als sich die Rote Armee 1950 aus dem Ort zurückzog, besetzten Polen das Dorf. Die deutsche Bevölkerung wurde ausnahmslos vertrieben. Aus dem deutschen Ortsnamen Wendisch Karstnitz bzw. Ramnitz wurde der polnische Name Karznica. Das Dorf gehört heute zur Gmina Potęgowo im Powiat Słupski in der Woiwodschaft Pommern (1975 bis 1998 Woiwodschaft Stolp). Karznica, das 2006 203 Einwohner zählte, ist Sitz eines Schulzenamtes, in das die Ortschaft Rębowo (Rambow) integriert ist.

## Kirche
In Wendisch Karstnitz bzw. Ramnitz lebte vor 1945 eine mehrheitlich evangelische Bevölkerung. Das Dorf gehörte zum Kirchspiel Lupow (heute polnisch: Łupawa) im Kirchenkreis Stolp-Altstadt in der Kirchenprovinz Pommern der Kirche der Altpreußischen Union. Letzter deutscher Geistlicher war Pfarrer Gerhard Gehlhoff.
Seit 1945 sind die Bewohner von Karznica fast ausnahmslos katholisch. Die Verbindung zum – jetzt allerdings katholischen – Pfarrsitz Łupawa (Lupow) ist geblieben, doch gehört die Pfarrei nun zu dem neugebildeten Dekanat Łupawa im Bistum Pelplin der Katholischen Kirche in Polen. Hier lebende evangelische Kirchenglieder sind jetzt dem Pfarramt der Kreuzkirchengemeinde in Słupsk (Stolp) in der Diözese Pommern-Großpolen der Evangelisch-Augsburgischen Kirche in Polen zugeordnet.

## Schule
Bereits um 1784 hatte Wendisch Karstnitz einen Schulmeister. Die 1932 dreistufige Volksschule befand sich im Ortsteil Rambow (heute polnisch: Rębowo). Hier unterrichteten zwei Lehrer in drei Klassen 90 Schulkinder.

## Persönlichkeiten: Söhne und Töchter des Ortes
- Otto Bogislaff von Kleist (1744–1818), Landrat des Kreises Belgard-Polzin